# Sinovite villonodulare pigmentosa
La sinovite villonodulare pigmentosa è una malattia proliferativa benigna della membrana sinoviale che costituisce talune articolazioni, in particolar modo quella del ginocchio.

## Epidemiologia
La maggior parte dei casi viene riscontrata in pazienti fra i 20 ed i 45 anni di età, ma sono stati riportati anche casi di alcuni bambini.

## Eziologia
Si tratta di una malattia rara e non è ancora chiaro se debba essere considerata una lesione displastica (uno pseudotumore), o una neoplasia vera e propria. Diversi studi ipotizzano eziologie di vario tipo: neoplastico, post-traumatico, dismetabolico fino alla deviazione genetica.

## Clinica
La malattia si presenta con cellule della sinoviale pigmentate e iperplastiche, in due morfotipi principali: la forma localizzata (ca. 9 casi su un milione) e quella diffusa (ca. 2 casi su un milione) . Colpisce generalmente le articolazioni, in particolare il ginocchio (ca. 80% dei casi) e meno frequentemente anche, spalle, caviglie, gomiti e dita della mano.

### Forma localizzata
Nella forma localizzata (nodulare) alcuni noduli peduncolati (costituiti da cellule sinoviali frammiste a cellule giganti di tipo fagocitico) aggettano nel cavo articolare. I noduli sono di solito da uno a tre e possono raggiungere anche notevoli dimensioni. In questo caso i sintomi sono sfumati ed intermittenti (gonfiore, lieve dolore diffuso), a volte sono assenti o confusi con altre patologie articolari minori.

### Forma diffusa
La forma diffusa (villonodulare) è caratterizzata da una proliferazione ed invasione piuttosto aggressiva del cavo articolare di numerosi villi e noduli sinoviali in grappolo (di colore variabile dal marrone al giallo e di dimensioni comprese tra 0,1 e 1 cm), associata ad idrartri-emartri recidivanti ed a notevole distruzione articolare.
La sinovia si ispessisce e contiene emosiderina (che conferisce al tessuto un colorito brunastro). Questo tessuto può invadere l'osso adiacente, causando distruzione cistica. In questo caso i sintomi, anche se hanno una progressione lenta, possono essere più evidenti.

## Diagnosi
La diagnosi è confermata mediante biopsia e analisi istologica.

## Trattamento
Questa malattia può avere un comportamento recidivante e richiedere un trattamento chirurgico aggressivo (come ad esempio la sinoviectomia, parziale o totale, per artroscopia o con chirurgia classica).
Solo nei casi di lesioni estese e molto recidive può essere necessario ricorrere alla radioterapia.
In ogni caso è necessario tenere sotto controllo l'evolvere della malattia, tipicamente mediante imaging a risonanza magnetica.